# Прогулянка (Цілком таємно)

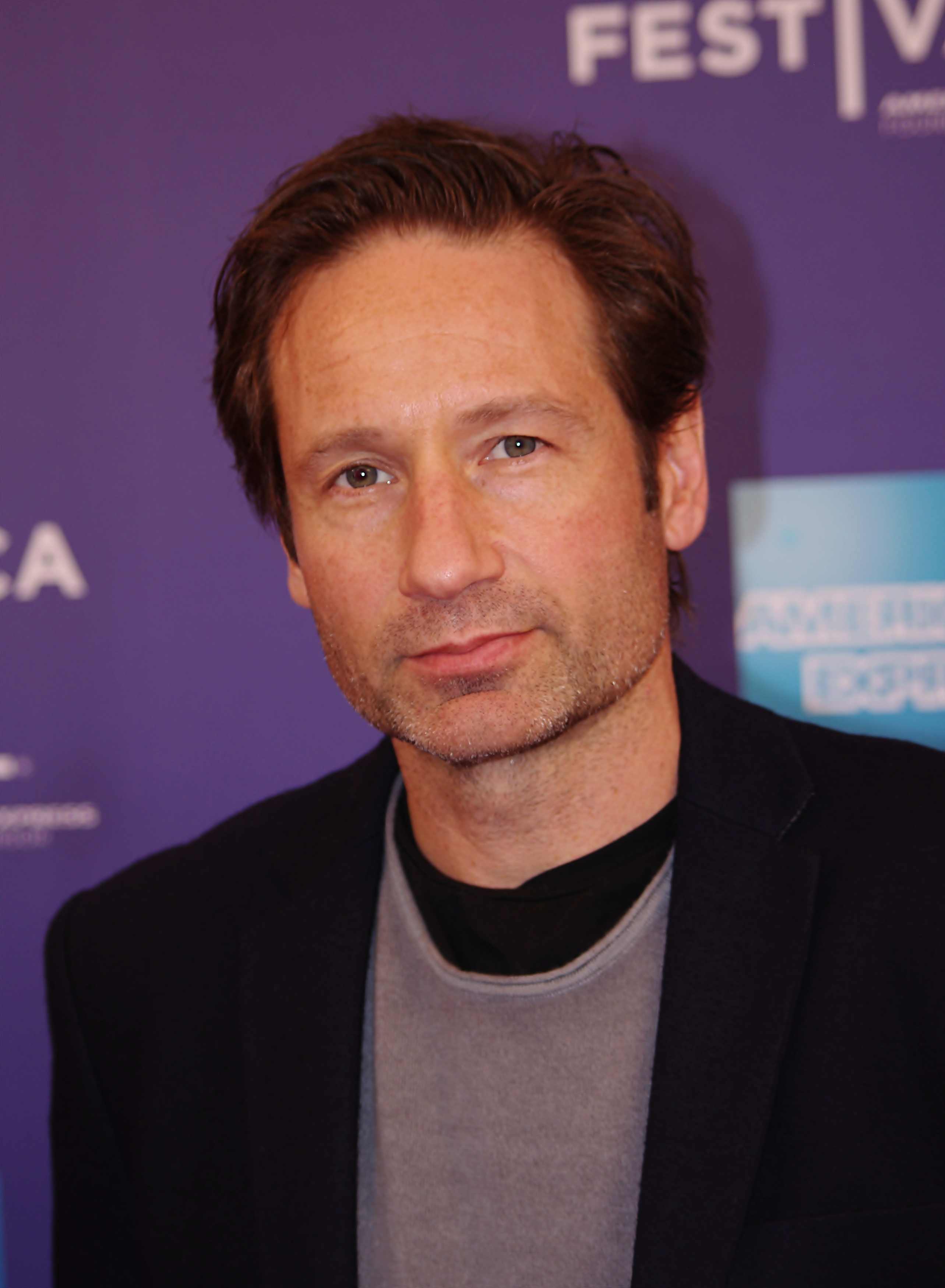

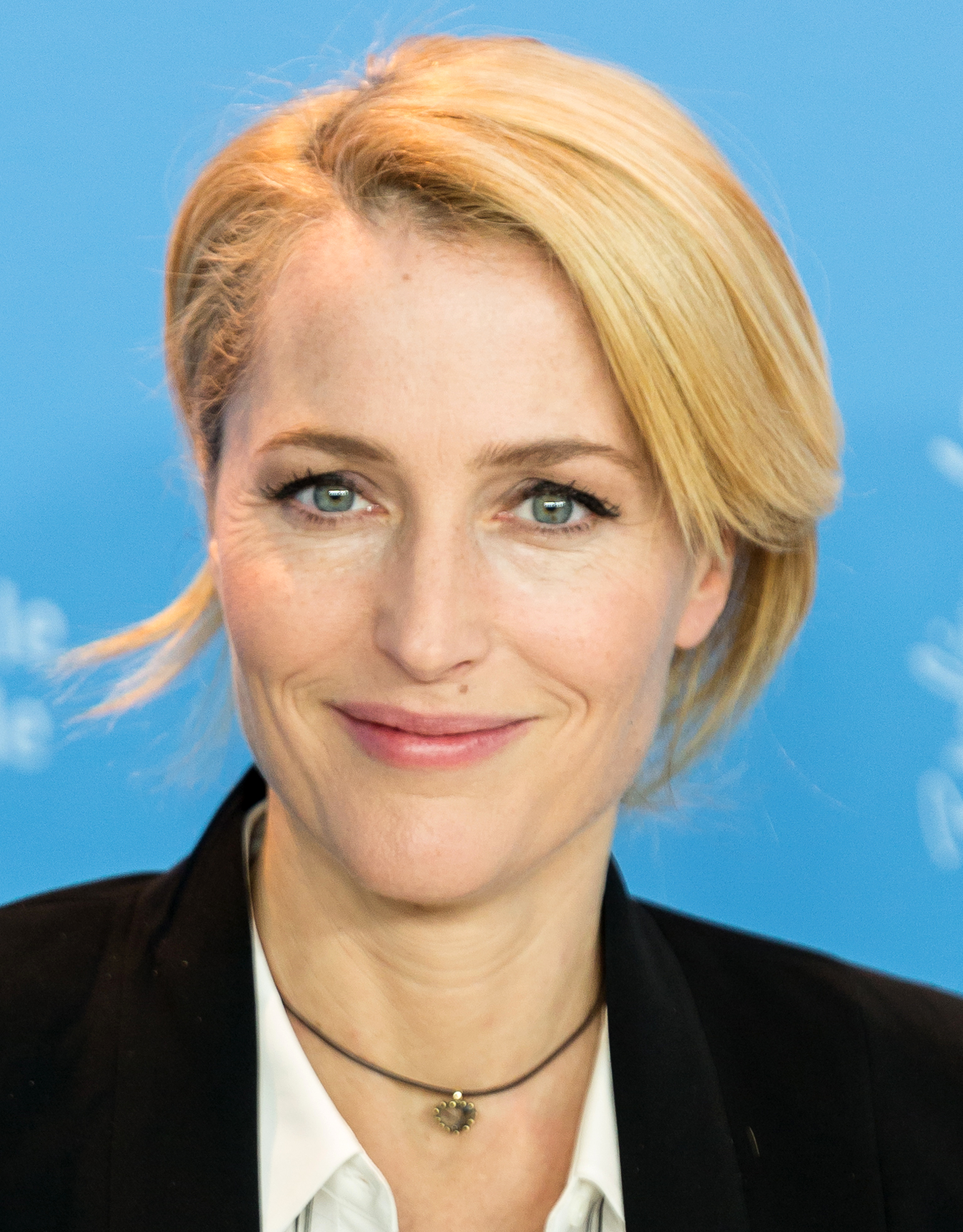

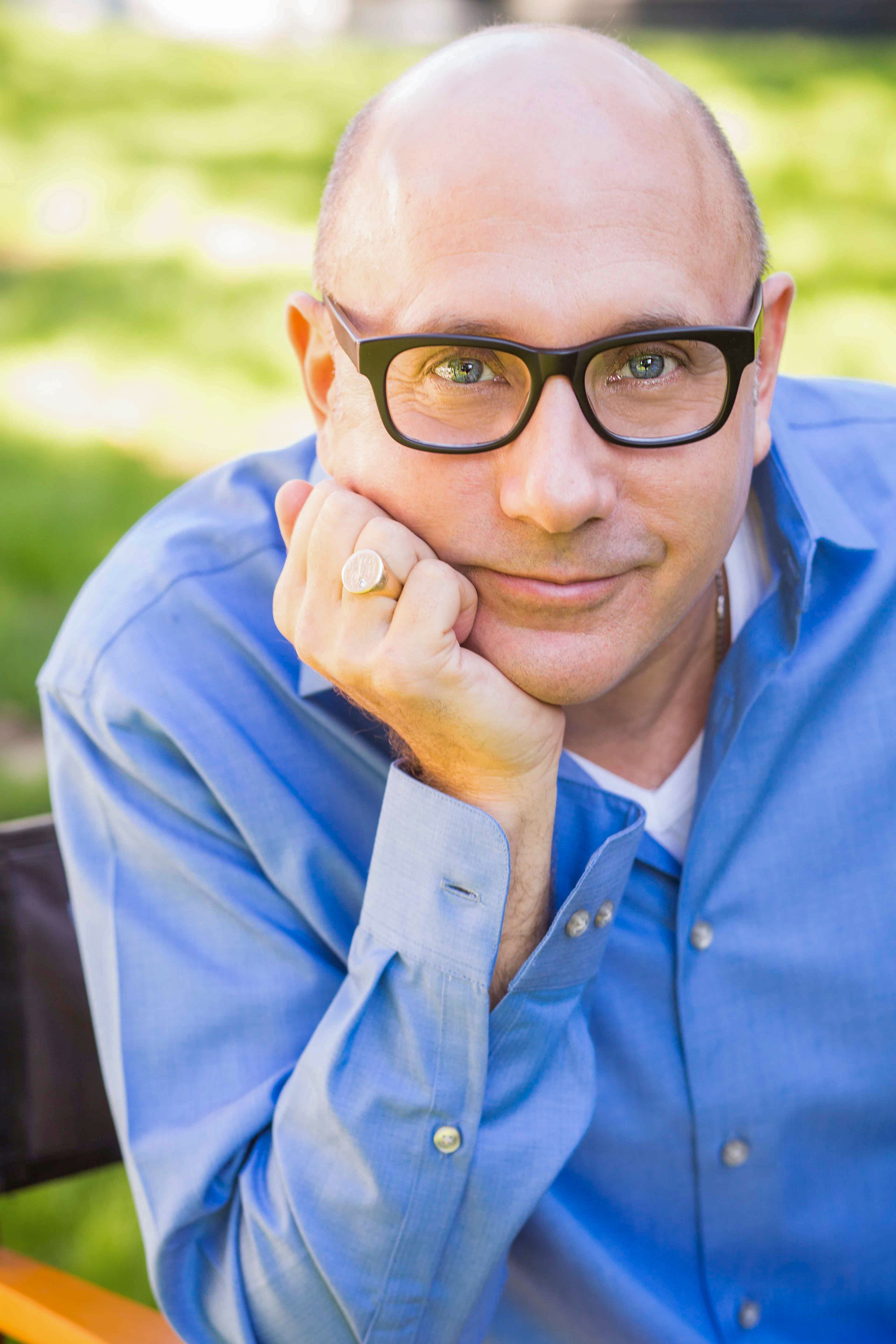

«Прогулянка» — сьома серія третього сезону американського науково-фантастичного серіалу «Цілком таємно». Вперше була показана на телеканалі Фокс 10 листопада 1995 року. Сценарій до нього написав Джон Шібан, а режисером був Роб Боуман. Ця серія отримала рейтинг Нільсена в 10.4 балів і її подивились 15.91 млн осіб. Епізод отримав змішані відгуки від критиків.
Серіал розповідає про двох агентів ФБР Фокса Малдера (роль виконав Девід Духовни) та Дейну Скаллі (роль виконала Джилліан Андерсон), які розслідують паранормальні випадки, що називають «файли X». В цій серії Малдера зацікавила невдала спроба самогубства пацієнта лікарні Армії США, який стверджував, що «фантомний солдат» не дає йому померти. Генерал, який керує лікарнею, спочатку проти розслідування, яке проводять агенти, але він змінює свою думку після смерті своєї помічниці. Згодом вбивають також сина та дружину генерала. Як не дивно, виявляється, що ці вбивства скоїв пацієнт, у якого всі кінцівки ампутовані.

## Сюжет
У військовій лікарні в Форт-Еванстон (Меріленд) підполковник Віктор Стенс здійснює вже свою третю спробу самогубства, пірнаючи у чан з окропом і сподіваючись зваритися заживо. Але він виживає. Він стверджує, що якийсь дух не дає йому померти. Коли агенти опитують Стенса, він розповідає їм, що його дружина та діти померли в пожежі, яку спричинив якийсь дух, який тепер не дає вмерти йому. Капітан Жанет Дрейпер зупиняє опитування, оскільки агенти не отримали на це дозволу від керівника лікарні генерала Томаса Калахана. Під час зустрічі з агентами генерал є дуже скептичним до того, що каже Стенс, і не дозволяє агентам продовжувати розслідування. Після того, як агенти пішли, він бачить містичну фігуру солдата в своєму кабінеті, а потім чує на своєму автовідповідачі дивний голос. Наступного дня капітана Жанет Дрейпер знаходять мертвою в басейні. Генерал змінює свою думку щодо розслідування. Агенти роблять висновок що Дрейпер була задушена, оскільки знаходять на її шиї синяки у формі пальців. Генерал розповідає агентам про дивну фігуру солдата, яку він бачив в своєму кабінеті, та про незвичні дзвінки на його домашній телефон. Агенти разом із генералом їдуть до нього додому.
Тим часом син генерала Тревор грається в домі і раптом бачить фігуру солдата. Він кличе матір. Через декілька секунд заходять агенти разом з генералом, і дружина генерала повідомляє їм, що в домі ще хтось є. Скаллі помічає фігуру солдата у дворі, але не встигає його наздогнати. Агенти знаходять відбитки пальців цього містичного солдата і ним виявляється працівник лікарні Квінтон Фрілі. Його заарештовують. На допиті він сказав, що нікого не вбивав, а був лише «поштарем» Леонарда Трімбла — ветерана війни в Перській затоці, в якого ампутовані всі кінцівки (роль виконав Ян Трейсі). Але агенти йому не вірять. Тим часом син генерала Тревор грається в пісочниці. Дух нападає на нього та засипає піском. Тревор опинився похованим заживо під піском.
Перебуваючи в камері, Квінтон Фрілі перебуває в паніці, бо вважає, що Трімбл його скоро вб'є. Він просить охоронця про допомогу, але той не реагує. Через декілька годин його знаходять мертвим — хтось силою заштовхав йому ковдру в горло. Малдер думає, що Трімбл має можливість покидати своє тіло. Тим часом генерал знаходить свою дружину мертвою. Він іде в лікарню щоб поговорити зі Стенсом. Стенс каже йому, що саме Трімбл винен у вбивствах. Генерал іде в палату до Трімбла. Трімбл зізнається у всіх вбивствах. Генерал направляє на нього пістолет, але врешті стріляє в стіну над ним, потім іде. Коли Малдер приходить в палату Трімбла, він бачить, що Трімбл перебуває в трансі. Малдер розуміє, що Трімбл зараз спробує вбити генерала і починає шукати Тревора. Генерал знаходиться у підвалі лікарні. Тим часом Стенс заходить в палату до Трімбла і душить його. В підвалі дух збирається напасти на Малдера, але він зникає, як тільки Стенс вбиває Трімбла.

## Створення
Серія «Прогулянка» є першою серією, написаною Джоном Шібаном. Його на написання сценарію для цієї серії надихнув фільм «The Men», в якому теж розповідяється про людину, яка втратила ноги на війні, і хоче ходити знов понад усе. Він сказав, що астральна проєкція ідеально підходить для такого випадку. Деякі люди з команди сценаристів були проти вбивства сина генерала, але Шібан був впевнений, що Трімбл хотів би забрати в генерала все.
Режисер Роб Боуман сказав про Яна Трейсі, який виконав роль Трімбла, що він «неймовірно сильний актор», який ідеально підходить на цю роль. Сцена із потонулою капітанкою Дрейпер була зроблена за допомогою тросу, яким акторку прив'язали до дна басейну. Також каскадера закопали в піску для зйомок сцени смерті сина генерала. Сцена, де дух відкидує Малдера та Каллахан, була зроблена за допомогою пристрою, який називається «повітряна рама».

## Знімались
| Актор             | Роль                   |
| ----------------- | ---------------------- |
| Девід Духовни     | Фокс Малдер            |
| Джилліан Андерсон | Дейна Скаллі           |
| Томас Копаче      | генерал Томас Каллахан |
| Віллі Гарсон      | Квінтон Роч Фрілі      |
| Ненсі Сорел       | капітан Джанет Дрейпер |
| Ян Трейсі         | Леонард Трімбл         |
| Пола Шоу          | палатна медсестра      |
| Д. Гарлан Катшалл | охоронець              |